# ゼブラノコギリクワガタ

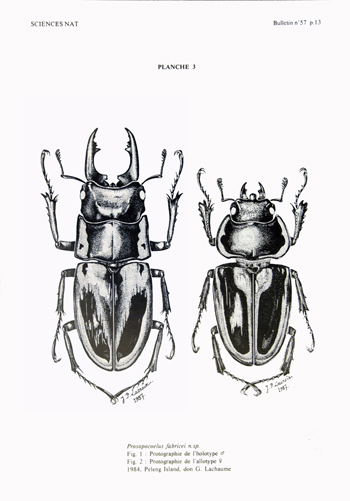
雌雄紹介図

ゼブラノコギリクワガタ（Prosopocoilus zebra）は、昆虫綱鞘翅目・クワガタムシ科・ノコギリクワガタ属の1種で、4亜種に分けられる。

## 特徴
別名タテジマノコギリクワガタ（縦縞鋸鍬形虫）とも呼ばれ、雌雄とも前翅と胸部にオレンジと黒の濃い体色が縦筋のように付き、これをシマウマの模様に見立てた事でこの名が付いた。ノコギリクワガタ類では最も美しいともいわれる。
ノコギリクワガタの中では小型から中型の部類に入り、体長はオスは21-60mm メスは18-31mm程になる。オスは大型個体では顎が伸びて内歯が2本程生じるが、小型個体では内歯は発達しないか、弱い。

## 生態
成虫は夜行性だが昼間も活動し、エノキ類の広葉樹の幹から出る樹液や、細枝を傷つけて出る樹液を吸う。灯火にも飛来する。蛹室脱出後の寿命は半年以上に及び、比較的短命なノコギリクワガタ類の中では長い部類に入る。幼虫は腐朽木や、その下の分解された土の中で約1年-1年半程の時間をかけて成虫になる。メスは半年ほどで成虫になる場合もある。

## 亜種・分布
- 原名亜種ゼブラ P.z.zebra - ミャンマー南東部，マレー半島，スマトラ，メンタウェイ諸島（シベルート島），ボルネオ，フィリピン（パラワン島）
- 亜種レダエ P.z.ledae - フィリピン（ミンダナオ，サマール島）
- 亜種ルゾネンシス P.z.luzonensis - フィリピン（ルソン島）
- 亜種ノブユキ P.z.nobuyukii - ジャワ

## 輸入
ノコギリクワガタ類の中では、色彩変異に富む事やペット飼育が比較的簡単である事から人気があるが、オスはやや攻撃的で、気の合わないメスを殺してしまう事もある。
日本には原名亜種のP.z.zebraと、P.z.nobuyukiiが輸入される事が多い。

## 参照
- 学研の図鑑『カブトムシ・クワガタムシ』 学研 ISBN 4-05-500421-4
- 吉田賢治 世界のクワガタムシ カブトムシ 成美堂 ISBN 4415027350